# Marcie Blane
Marcie Blane, född 21 maj 1944 i Brooklyn, New York, är en amerikansk popsångerska. Hon är mest känd för originalversionen av sången Bobby's Girl från hösten 1962. Den intog 3:e platsen på amerikanska Billboard-listan och resulterade i flera covers, bland annat av Susan Maughan och Tracey Ullman i Storbritannien och av Lil Malmkvist på tyska.